# Margaret Zoila Domínguez
Margaret Zoila Domínguez (Tecamachalco, Puebla; ca. 1990) es una ingeniera óptica mexicana de la Administración Nacional de Aeronáutica y el Espacio (NASA). Es conocida por colaborar en el Telescopio Nancy Grace en el Centro de Vuelo Espacial Goddard de la NASA. Realiza actividades de extensión educativa principalmente en escuelas primarias y secundarias enseñando sobre óptica. Ella aboga por el reclutamiento de minorías e hispanos para dedicarse en el futuro a la ciencia y la ingeniería.

## Primeros años y educación
Domínguez nació en Tecamachalco, México. Su familia criaba animales de granja, desde conejos hasta vacas. Domínguez es la hija mayor de cuatro. Es egresada de la Universidad de las Américas Puebla (UDLAP) como Licenciada en Física. También obtuvo su maestría (MS) (2014) y doctorado (PhD) (2019) en Ciencias Ópticas en la Universidad de Arizona.

## Carrera e investigación
En 2008, mientras todavía asistía a la UDLAP, Domínguez ayudó a organizar una conferencia de física. Johnathan Gardner, astrofísico de la NASA, fue invitado como orador a la conferencia. Gardner le ofreció a Domínguez una pasantía de verano en la NASA. En la primavera de 2008, solicitó una pasantía de verano y fue aceptada en la rama de óptica del Centro de Vuelo Espacial Goddard en Maryland como ingeniera óptica. Mientras trabajaba en Goddard, su jefe Ray Ohl le sugirió que aplicara en la Universidad de Arizona para estudiar ciencias ópticas, donde Domínguez recibió una beca completa para realizar sus estudios mientras trabajaba en la NASA.
En 2014, se convirtió en empleada a tiempo completo de la NASA, trabajando en el mismo departamento. Durante su estancia en la NASA, trabajó en los telescopios Hubble y James Webb. El James Webb es uno de los telescopios más grandes del espacio, siendo del tamaño de una cancha de tenis. Más tarde, en 2021, comenzó a trabajar en un componente del Telescopio espacial Nancy Grace Roman, que lleva el nombre de la astrónoma Nancy Grace Roman, siendo el primer telescopio que lleva el nombre de una mujer. Este proyecto ayudará a buscar vida humana en otros planetas mediante la detección química y proporcionará información sobre cómo la masa y la energía oscuras influyen en la expansión continua del universo.
En el Instituto Nacional de Estándares y Tecnología (NIST, por sus siglas en inglés), Domínguez es investigadora asociada y colabora en el Centro de Ciencia y Tecnología a Nanoescala (CNST) en el campus de Maryland.

## Reconocimientos
En 2022, Domínguez fue reconocida por el diputado local, Sergio Salomón Céspedes Peregina, originario de Tecamachalco, por sus contribuciones a la NASA y por servir como representante de México. Domínguez también ha participado en TED talk y forma parte del grupo latino TECHNOLOchicas y SciGirls.